# Öretjärnen (Offerdals socken, Jämtland, 705807-142574)
Öretjärnen är en sjö i Krokoms kommun i Jämtland och ingår i Indalsälvens huvudavrinningsområde.